# Wied il-Mielah Window

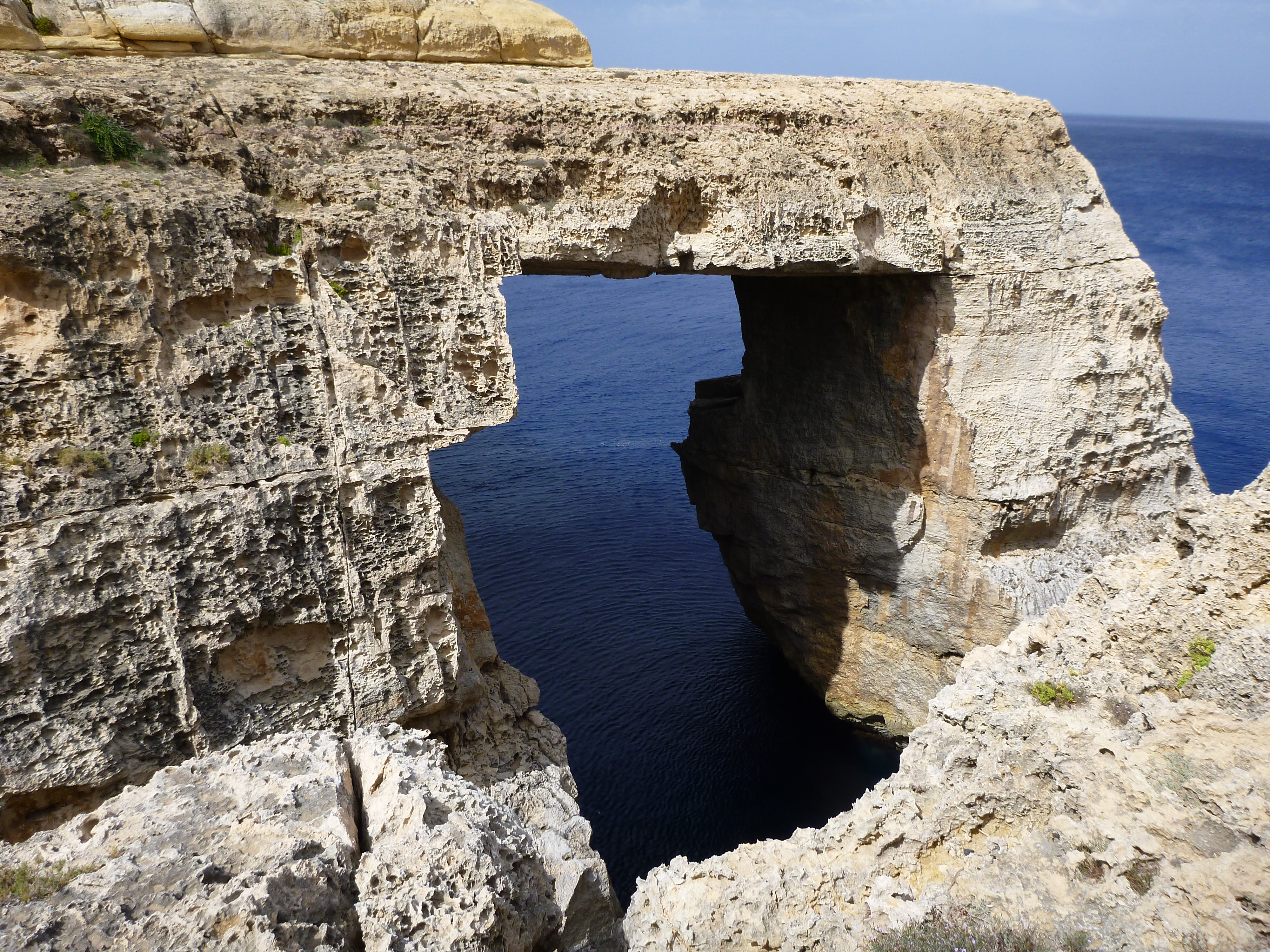
Blick von oben durch das Wied il-Mielah Window

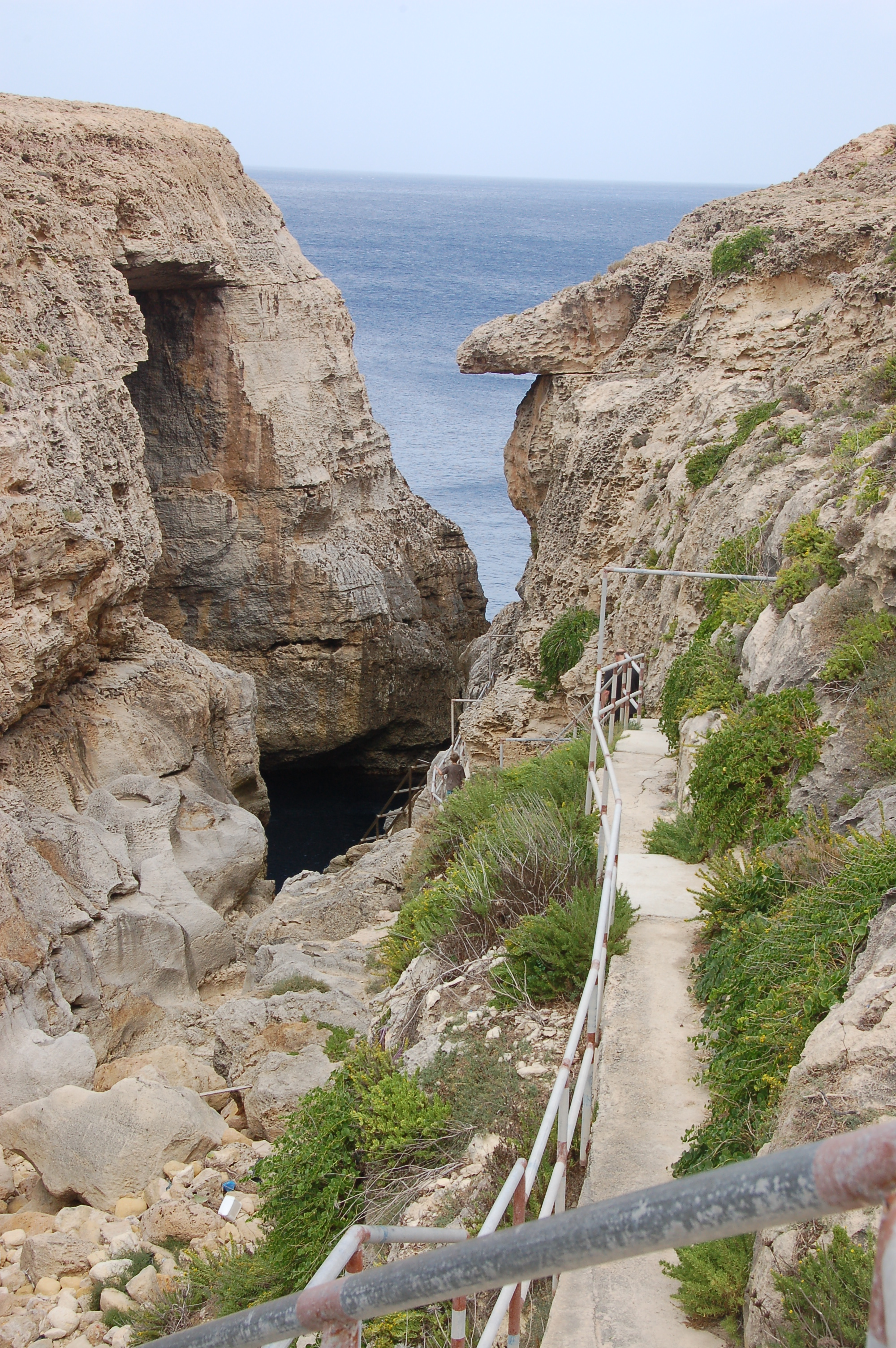
Treppe zur Aussichtsplattform am Fuß des Fensters

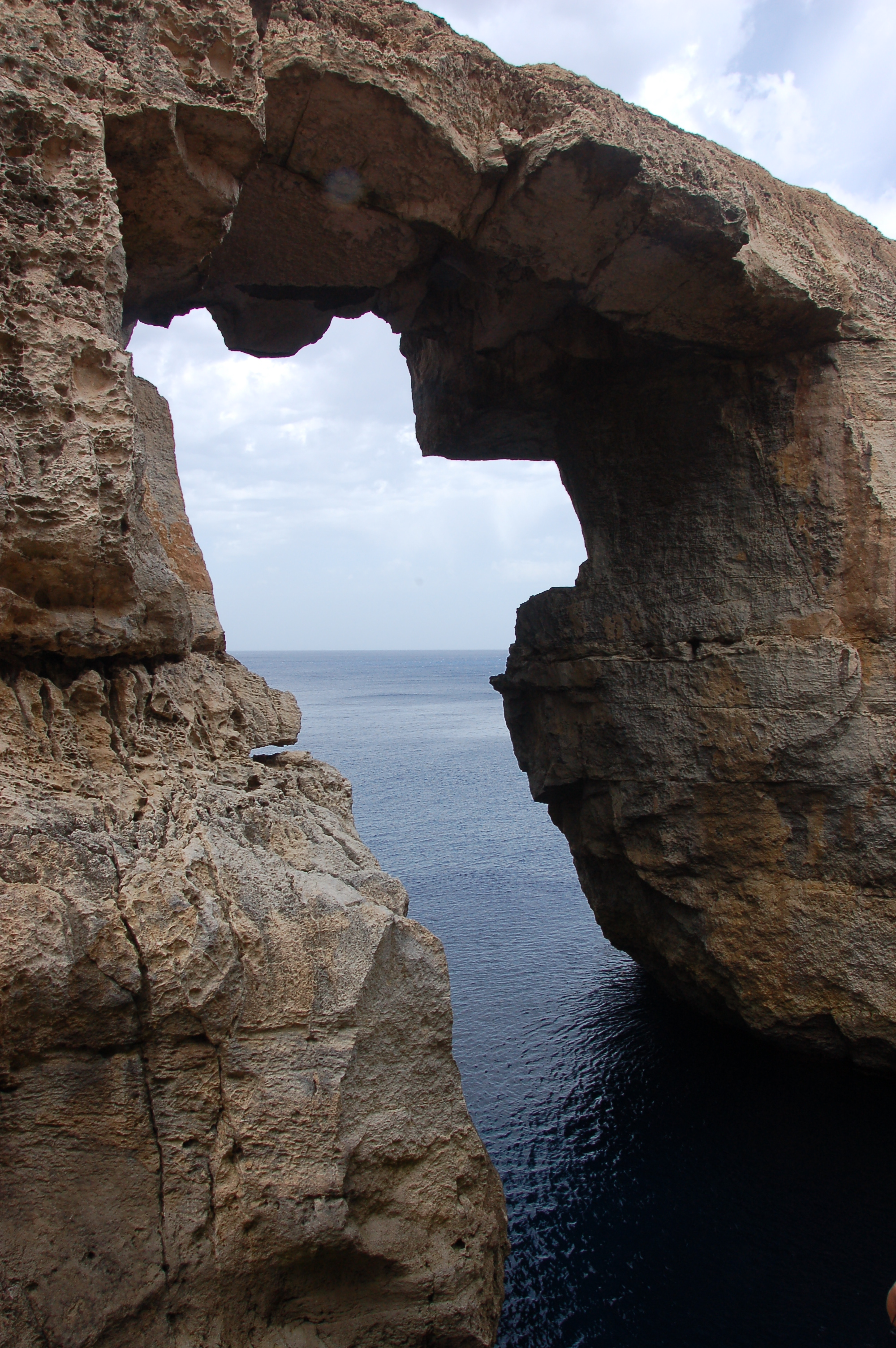
Blick von unten durch das Fenster

Das Wied il-Mielah Window (maltesisch Tieqa tal-Wied il-Mielaħ) ist ein durch Umwelteinflüsse entstandenes Felsentor, nördlich der Ortschaft Għarb, an der nordwestlichen Küste der Insel Gozo in Malta.

## Lage
Das Wied il-Mielah Window liegt am Ende des Wied il-Mielah Valley und ist im Gegensatz zum Azure Window, das sich bis zu seinem Einsturz 2017 an der Westküste von Gozo befand, eher unbekannt. Die Straße von Għarb führt direkt an die Küste, Parkplätze sind auf dem Plateau auf natürlichem Untergrund vorhanden. Direkt am Ende des Tals führt parallel zum alten Flussbett eine schmale Treppe am Fels entlang bis kurz vor das Fenster, fast bis an das Wasser. Da die Decke des Fensters noch ausreichend dick ist, ist das Betreten des Fensters oben bislang noch möglich.

## Umgebung
Die Nordküste von Gozo bis zur Xwejni Bay ist durch ein Plateau, mit gerade ins Meer abfallenden Steilküsten, in denen sich vielen Höhlen befinden, geprägt. Auf dem Plateau wurde in künstlich angelegten Salzpfannen, Salz durch Verdunsten aus dem Meerwasser gewonnen. Das Hinterland steigt hier langsam in die Höhe, dort befindet sich Għarb und der Leuchtturm Giordan Lighthouse.

## Abwasserproblem
In der Vergangenheit wurde durch das Wied il-Mielah Tal das Abwasser der umliegenden Gemeinden ungeklärt direkt am Wied il-Mielah Window in das Mittelmeer geleitet. Die Abwasserfahne war unterhalb des Torbogens oft deutlich bis ins offene Meer zu erkennen. Mit Hilfe eines 570.000 Euro teuren Strukturprojekts, von dem die Europäische Union 85 Prozent übernommen hat, wird das Abwasser jetzt in der Kläranlage in Ras il-Hobz gereinigt und erreicht das Meer nicht mehr über das Tal. Im Rahmen des Projekts wurde weiterhin die Straße an die Küste erneuert, sechs Brücken ersetzt, einige Dämme gebaut sowie Bäume angepflanzt. Mit diesen Maßnahmen erhofft man sich eine höhere Attraktivität und mehr Besucher an diesem Felsentor.

## Nutzung
Im Rahmen des Sanierungsprojekts soll die Treppe zum Fenster so ausgebaut werden, dass Taucher hier ins Wasser gelangen können. Auf der westlichen Seite des Fensters sind Sicherungen angebracht, die das Besteigen der senkrechten Wand des Kliffs erlauben. Von Għarb führt ein Wanderweg zum Fenster.